# Etienne Pesle de Menil
Etienne Marie Louis Pesle de Menil (El Havre, 7 de enero de 1924-detenido desaparecido, 19 de septiembre de 1973) fue un ciudadano francés nacionalizado chileno detenido por efectivos de la Fuerza Aérea de Chile en su lugar de trabajo, el INDAP de Temuco, días después del golpe de Estado. Es uno de los detenidos desaparecidos de la dictadura militar en Chile. Tenía 49 años al momento de ser detenido, fue sacerdote, pero se retiró, estaba casado y era padre de dos hijos.  

## Biografía
Etienne Pesle de Menil, ex sacerdote de origen francés, nacionalizado chileno, era militante del Partido Socialista y miembro de Movimiento de Cristianos por el Socialismo. Era funcionario de la Unidad Popular, trabajaba en el Instituto de Desarrollo Agropecuario (INDAP) de Temuco, donde fue detenido el 19 de septiembre  por personal de la Fuerza Aérea. Los uniformados le indicaron que lo necesitaban para que prestara una breve declaración en el recinto militar. Testigos de la aprehensión fueron unos 20 funcionarios de INDAP, quienes avisaron a su cónyuge, Haydée Méndez Cáceres, de la situación del afectado. Dado que el afectado era ciudadano francés, le comunicó los hechos al cónsul de ese país en Temuco, Pedro Alzuguet. Todas las diligencias realizadas para dar con su paradero no han dado resultado alguno.

## Proceso judicial en dictadura
Etienne Pesle de Menil, fue incluido en la presentación de las denuncias de personas detenidas desaparecidas. La Corte de Apelaciones de Temuco, designó al Ministro Alfredo Meynet González que conoció los casos de desaparecidos del departamento de Temuco. Su esposa Haydée Méndez Cáceres, interpuso una denuncia por presunta desgracia ante el Segundo Juzgado del Crimen de Temuco, iniciando el proceso rol 48.392, el que fue acumulado a la causa instruida por el ministro en Visita.  El 25 de octubre de 1979 el ministro en Visita se declaró incompetente de seguir conociendo la causa y remitió los antecedentes al IV Juzgado Militar de Valdivia, con el fundamento de que todas las personas cuyo desaparecimiento se investiga, fueron detenidas, en distintas oportunidades y lugares por personal de Carabineros, Ejército o Fuerza Aérea. Causa que fue sobreseída temporalmente el 23 de julio de 1981.

## Informe Rettig
Familiares de Etienne Pesle de Menil presentaron su caso ante la Comisión Rettig, Comisión de Verdad que tuvo la misión de calificar casos de detenidos desaparecidos y ejecutados durante la dictadura. Sobre el caso de Etienne Pesle de Menil, el Informe Rettig señaló que:

“El 19 de septiembre de l973 se pierde toda noticia acerca de la suerte y paradero de Etienne Marie Louis PESLE DE MENIL, ex sacerdote de nacionalidad francesa, 49 años, Técnico cooperativista del Instituto de Desarrollo Agropecuario (Indap), militante del Partido Socialista y miembro de Movimiento de Cristianos por el Socialismo.  Fue detenido ante testigos en su oficina, por reservistas de la Fuerza Aérea, vestidos con el uniforme institucional y trasladado hasta un lugar desconocido.  A pesar de las innumerables gestiones realizadas por su familia y su Embajada, hasta la fecha continúa desaparecido”.

## Juicio en Francia
Ante la ausencia de justicia a ciudadanos franceses desaparecidos en Chile durante la dictadura de Pinochet, se exigió justicia en Francia. Se interpuso una acción ante los tribunales de justicia en Francia en el Tribunal de Grande Instance en París, en octubre de 1998, por cuatro chilenos franceses que tenían doble nacionalidad: Georges Klein, Etienne Pesle, Alfonso Chanfreau y Jean-Yves Claudet. Entre los 14 acusados como responsables de esos crímenes estaba el general Manuel Contreras, exjefe de la DINA como su superior, el exdictador Augusto Pinochet, quién fue acusado en el caso, pero murió el 10 de diciembre de 2006, pocas semanas antes de la acusación por parte de la justicia francesa.
Finalmente se llevó a cabo en París el juicio criminal por la muerte de los cuatro franceses chilenos, este se desarrolló entre el 8 y el 17 de diciembre de 2010. Estuvieron presentes los familiares de las cuatro víctimas, quienes fueron acompañados por testigos, expertos que declararon ante los jueces. Ninguno de los responsables citados se hizo presente en el juicio, a pesar de que fueron convocados por los tribunales franceses. El 17 de diciembre de 2010, el presidente de la corte penal de París dio a conocer a un histórico fallo en relación con la desaparición forzada de los cuatro franco chilenos: Georges Klein, Etienne Pesle, Alfonso Chanfeau y Jean-Yves Claudet, señalando como culpables de esos crímenes a Manuel Contreras Sepulveda y Pedro Espinoza Bravo, que fueron condenados a la pena máxima de cadena perpetua; Herman Julio Brady Roche, Marcelo Luis Moren Brito, Miguel Krassnoff Martchenko que fueron condenados a 30 años de prisión; Gerardo Ernesto Godoy García, Basclay Humberto Zapata Reyes, Enrique Lautaro Arancibia Clavel, Raúl Iturriaga Neumann, Luis Joaquim Ramírez Pineda, José Osvaldo Riveiro fueron condenados a 25 años de prisión; Rafael Francisco Ahumada Valderama condenados a 20 años de prisión; y Emilio Sandoval Poo condenado a 15 años de prisión.
La Corte Penal de París el 21 de junio de 2011, emitió órdenes de detención en contra de doce uniformados y un civil, responsables de la desaparición, secuestro y tortura de cuatro ciudadanos franco-chilenos bajo la dictadura militar. Se le entregó a Manuel Contreras una copia del fallo en su reclusión en el penal Cordillera.

## Proceso judicial en democracia
El caso de la desaparición del ciudadano francés Etienne Pesle de Menil fue investigado por ministro de la Corte de Apelaciones de Santiago, Mario Carroza, el 10 de mayo de 2016 dictó sentencia de primera instancia. El magistrado condenó a los exmiembros de la Fuerza Aérea de Chile (Fach) por su responsabilidad en los delitos de asociación ilícita y secuestro calificado.
En el fallo el ministro de fuero condenó a los miembros en retiro de la Fach: Emilio Sandoval Poo, Crisóstomo Fernández Carrasco, Jorge Valdebenito Isler, Heriberto Pereira Rojas, Luis Yáñez Silva, Luis Soto Pinto, Enrique Rebolledo Sotelo, Leandro Reyes Herrera y Jorge Soto Herrera, a penas de 5 años y un día de prisión por el delito de secuestro calificado y 800 días por asociación ilícita.
En la etapa de investigación, el ministro Carroza logró establecer que:

1.- Que ocurrido el pronunciamiento militar, el día 11 de septiembre de 1973, el Comandante del Grupo N°3 de Aviación de la Base Aérea de Maquehue, Coronel Andrés Pacheco Cárdenas, actualmente fallecido, delega el mando operativo de la Base en el Segundo Comandante, Benjamín Fernández Hernández, también fallecido, para que este asuma el llamado Comando de Acción Jurisdiccional ante Situación Interna;

2.- Que, el Comandante Benjamín Fernández, una vez que recibe el encargo operativo, organiza a un grupo elegido de funcionarios de planta y oficiales de reserva en retiro de la Fuerza Aérea para efectuar, en términos generales, labores de inteligencia, sin embargo las tareas que realmente cumplieron tuvieron claros propósitos ilícitos, como fueron el allanamiento de viviendas y oficinas en forma indiscriminada, la detención de personas contrarias al régimen militar o partidarias de la administración saliente, sin orden judicial alguna, luego interrogarlos bajo tortura y en ocasiones, llegar a su total eliminación, ocultándose sus restos, para ello actuaron en todo momento conscientes tanto de la ilicitud de sus actos como que ellos eran atentatorios de derechos humanos, contando para su ejecución con infraestructura, recursos materiales, organización y jerarquización piramidal, siendo sus objetivos las conductas contrarias a la ley penal;
3.- Que, el ciudadano de origen francés, Etienne Marie Luois Pesle de Menil militante del Partido Socialista, en ese entonces técnico de INDAP, es detenido en una primera oportunidad el 12 de septiembre de 1973 por efectivos policiales en su domicilio y luego entregado a la Fiscalía Militar, quien decide dejarlo libre y colocarlo bajo custodia del Director de COPALCA en esa época, Luis Hoffman Gómez Contreras, ya fallecido, con obligación de concurrir diariamente a firmar un registro, compromiso que cumplió rigurosamente hasta el día 19 de septiembre de ese año;
4.- Que ese día 19 de septiembre, una vez que se presenta a cumplir sus labores en INDAP, alrededor de las 11:00 horas, un grupo de efectivos de la Fuerza Aérea de Chile, denominado ‘Pandilla Salvaje', ‘Los Chicos Malos', ‘Departamento II', en forma autoritaria y sin exhibir orden judicial ni administrativa alguna, lo saca del Edificio Turna donde estaba instalado el mencionado Instituto, lo sube a una camioneta y le traslada a la Base Aérea de Maquehue, donde le mantiene encerrado sin derecho, para ser interrogado bajo tortura, según ha podido comprobarse con los atestados de testigos presenciales del secuestro y de su posterior encierro en dicho lugar, luego desaparece sin dejar rastros ni que se tengan noticias posteriores de él;
Los esfuerzos desplegados por sus familiares para ubicarle, resultaron infructuosos, y el único antecedente que finalmente se obtiene fue de manera informal, cuando el mencionado Segundo Comandante de la Base Aérea, Benjamín Fernández, le reconoce al custodio de Etienne Pesie, Luis Hoffman Gómez Contreras, que éste estuvo privado de libertad en la Base Aérea de Maquehue, pero le agrega que lo liberaron, cuestión que en autos pudo constatarse, jamás aconteció;

5.- Que esta organización represiva de agentes del Estado, pertenecientes a la Fuerza Aérea de Chile, creada con objetivos criminales, son los que detienen a Etienne Marie Louis Pesie de Menil el día 19 de septiembre de 1973, le trasladan hasta su base de operaciones, la Base Aérea de Maquehue, donde al igual que todos los detenidos, lo mantienen amarrado de las manos y con su vista vendada, y le interrogan en el Pabellón de la Comandancia bajo tortura, manteniéndole encerrado sin derecho por tiempo indeterminado en la misma Base Aérea, lugar desde donde no se tiene más conocimiento de su existencia, y desaparece sin que hasta el momento se tenga noticias de su destino ni tampoco registros en que conste su deceso".

El 29 de enero de 2018 la Corte de Apelaciones de Santiago aumento las penas por las que se condenó a nueve funcionarios en retiro de la Fuerza Aérea (FACH) por su responsabilidad en el delito de secuestro calificado del ciudadano de origen francés Etienne Pesle de Menil. En fallo unánime la Quinta Sala del tribunal de alzada elevó de 5 años y un día a 10 años de prisión, las penas que deberán cumplir Emilio Sandoval Poo, Crisóstomo Fernández Carrasco, Jorge Valdbenito Isler, Heriberto Pereira Rojas, Luis Yáñez Silva, Luis Soto Pinto, Enrique Rebolledo Sotelo, Leandro Reyes Herrera y Jorge Soto Herrera, como autores del secuestro calificado. En tanto, rebajó de 800 días a 541 días de prisión las penas que deberán purgar los exmiembros de la Fach por asociación ilícita.
La Corte Suprema, el 18 de noviembre de 2019, dictó sentencia definitiva. La Sala Penal del máximo tribunal integrada por los ministros Hugo Dolmestch, Carlos Künsemüller, Manuel Antonio Valderrama, Jorge Dahm y el abogado integrante Jorge Lagos confirmó la resolución que condenó a los miembros en retiro de la Fuerza Aérea: Emilio Sandoval Poo, Crisóstomo Hugo Ferrada Carrasco, Jorge Aliro Valdebenito Isler, Heriberto Pereira Rojas, Luis Osmán Yáñez Silva, Luis Alberto Soto Pinto, Enrique Alberto Rebolledo Sotelo, Leonardo Reyes Herrera y Jorge Eduardo Soto Herrera a 10 años y un día de prisión como autores de secuestro calificado del ciudadano francés; más 541 días de prisión por asociación ilícita.